# Zivilverwaltung Mühlviertel

Besatzungszonen in Österreich

Die Zivilverwaltung Mühlviertel war eine Art Sub-Regierung zwischen 1945 und 1955 für die sowjetische Besatzungszone in Oberösterreich.
Die Zivilverwaltung wurde in kürzester Zeit eingerichtet, als bekannt wurde, dass ab 1. August 1945 das gesamte Gebiet nördlich der Donau (Mühlviertel) eine sowjetische Besatzungszone wurde. Bereits am 2. August fand ein erstes Beratungsgespräch zwischen der sich konstituierenden Zivilverwaltung und dem sowjetischen Stadtkommandanten im Linzer Stadtteil Urfahr statt. Am 7. August wurde von der Regierung Renner die Zivilverwaltung per Gesetz (StGBl. Nr. 115/1945) eingerichtet. Am 14. August erfolgte die Konstituierung der Zivilverwaltung Mühlviertel. Die Amtsräume befanden sich in der Rudolfstraße 2 in Urfahr.
Nach der Besetzung des Mühlviertels (1. bis 8. August 1945) richtete die Rote Armee Militärkommandanturen in allen größeren Orten des Mühlviertels ein, von wo aus das Mühlviertel verwaltet und die Kontrolle über Bezirke, Städte und Gemeinden ausgeübt wurde.
Die Zivilverwaltung diente als eigene, österreichische Verwaltung für den von der Sowjetunion abgetrennten Teil Oberösterreichs und wurde vom Staatsbeauftragten Johann Blöchl, einem Landwirt aus Lasberg, geführt. Geplant war zuerst, die Zivilverwaltung nur als Übergangslösung bis zur Bildung der ersten oberösterreichischen Landesregierung (15. Dezember 1945) nach den ersten demokratischen Wahlen am 25. November 1945 bestehen zu lassen. Letztendlich blieb die Verwaltung 10 Jahre bis zur Inkrafttretung des Staatsvertrags am 27. Juli 1955 im Amt. Am 11. August 1955 fand die letzte Sitzung der Mühlviertler Zivilverwaltung statt.
Der Zweck dieser Verwaltung war, die Verbindung zum amerikanisch besetzten Teil Oberösterreichs aufrechtzuerhalten und dadurch eine verwaltungsmäßige Teilung des Bundeslandes zu verhindern. Johann Blöchl saß aus diesem Grund als Landesrat ohne Ressort in der Landesregierung, wirkte aber bei allen Entscheidungen mit. Diese Konstruktion wurde von der sowjetischen Besatzungsmacht akzeptiert und bewährte sich bis zur faktischen (1953) und rechtlichen (1955) Beendigung der Teilung des Landes. Die Zivilverwaltung setzte sich sehr für die Mühlviertler Bevölkerung ein und verhandelte immer wieder mit den sowjetischen Offizieren.